# Live Evil
Live Evil är heavy metal-bandet Black Sabbaths andra livealbum, släppt i december 1982.
När albumet släpptes hade sångaren Ronnie James Dio och trummisen Vinny Appice redan lämnat bandet på grund av konflikter mellan dessa två och Sabbaths grundare Tony Iommi och Geezer Butler. Till följd av detta nämns varken Dio eller Appice som fullvärdiga medlemmar på skivomslagets baksida.
Det tvistas om huruvida inspelningen verkligen är gjord inför publik eftersom publikljudet på skivan låter som om det kan vara pålagt efteråt.
1996 släpptes en nyutgåva av skivan där allt mellansnack samt merparten av spåret "Fluff", är borttaget vilket ytterligare sänker "livekänslan" på albumet.

## Låtlista
1. "E5150" - 2:21
2. "Neon Knights" - 4:36
3. "N.I.B." - 5:09
4. "Children of the Sea" - 6:08
5. "Voodoo" - 6:07
6. "Black Sabbath" - 8:39
7. "War Pigs" - 9:19
8. "Iron Man" - 7:29
9. "The Mob Rules" - 4:10
10. "Heaven and Hell" - 12:04
11. "Sign of the Southern Cross/Heaven and Hell (Continued)" - 7:15
12. "Paranoid" - 3:46
13. "Children of the Grave" - 5:25
14. "Fluff" - 0:59